# Norberto Murara Neto
Norberto Murara Neto, mer känd som endast Neto, född 19 juli 1989 i Araxá, är en brasiliansk fotbollsmålvakt som spelar för Arsenal, på lån från Bournemouth.

## Klubbkarriär

### Atlético Paranaense
Neto var Atléticos förstaval som målvakt i Campeonato Brasileiro Série A säsongen 2010. Efter ha blivit utvisad i sin första match fick han avtjäna en två matchers avstängning innan han kunde återvända. Han stod i mål i varenda match fram tills i oktober då han missade ett flertal matcher på grund av en uttagning i det brasilianska landslaget.

### Fiorentina
Den 5 januari 2011 blev det klart att han skulle gå till den italienska klubben Fiorentina, och den 8 januari skrev han på kontraktet.
Neto gjorde sin debut för Fiorentina i den fjärde omgången av Coppa Italia 2011/2012 mot de lokala rivalerna Empoli som Fiorentina vann med 2–1.

### Barcelona
Den 27 juni 2019 värvades Neto av Barcelona, där han skrev på ett fyraårskontrakt.

### Bournemouth
Den 7 augusti 2022 värvades Neto av Bournemouth, där han skrev på ett ettårskontrakt. Den 30 augusti 2024 lånades Neto ut till Arsenal på ett säsongslån.